# Rónai István (labdarúgó)
Rónai István (Magyarszék, 1944. augusztus 4. –) magyar labdarúgó, középpályás, edző. Két időszakban volt a Zalaegerszegi TE vezetőedzője (1982–83, 1988–89), egyszer a Pécsi MSC csapatáé (1983–85).

## Pályafutása
1962 és 1965 között a Komlói Bányász labdarúgója volt. Az élvonalban 1962. november 4-én mutatkozott be a Ferencváros ellen, ahol csapata 2–0-s vereséget szenvedett. 1966 és 1974 között a Pécsi MSC csapatában szerepelt. Összesen 175 élvonalbeli mérkőzésen szerepelt és 21 gólt szerzett.
Visszavonulása után edzőként tevékenykedett. 1975-ben az NB III-as Véménd trénere lett. A következő szezontól 1981-ig a PVSK csapatát irányította. Vezetésével a klub az NB III-ból az első osztályba jutott. Az 1981–1982-es szezonban Szőcs János mellett a ZTE pályaedzője volt. 1982 novemberétől a csapat vezetőedzője lett. 1983 nyarán a Pécsi MSC irányításával bízták meg. 1985 májusában lemondott a posztjáról. A következő szezonben a területi bajnokságban szereplő Mohács csapatát edzette. 1986-ban az NB II-es Komlói Bányász trénere lett. 1988 nyarától ismét a ZTE vezetőedzője volt. 1990 tavaszától a PVSK edzője lett. Innen 1996-ban távozott, majd a DDGáz trénere lett.